# 金尾雀鯛
白尾雀鯛，又稱金尾雀鯛、瑰斑雀鯛，俗名為厚殼仔，為輻鰭魚綱鱸形目雀鯛科的其中一種。

## 分布
本魚分布於印度太平洋區，包括印度東南岸、斯里蘭卡、琉球群島、台灣、越南、泰國、馬來西亞、聖誕島、澳洲、印尼、菲律賓、索羅門群島、新喀里多尼亞、密克羅尼西亞、帛琉等海域。

## 深度
水深0至5公尺。

## 特徵
本魚體呈橢圓形而側扁，全身黃褐色，但尾鰭白色，有時偏黃。幼魚背鰭末端有一鑲白邊之黑色眼狀斑。吻短而鈍圓。口中型；頜齒兩列，小而呈圓錐狀。眶下骨裸出，下緣具極弱鋸齒；前鰓蓋骨後緣具鋸齒，體被櫛鱗。背鰭硬棘13枚、背鰭軟條14至16枚、臀鰭硬棘2枚、臀鰭軟條15至16枚。體長可達9公分。

## 生態
本魚多棲息於低潮線下有碎礁或圓石之海底，以港灣內居多，喜歡獨居，領域性強，以附生在岩石上之藻類為食。

## 經濟利用
多飼養在水族箱，很少人食用。